# Classements des vins de Saint-Émilion

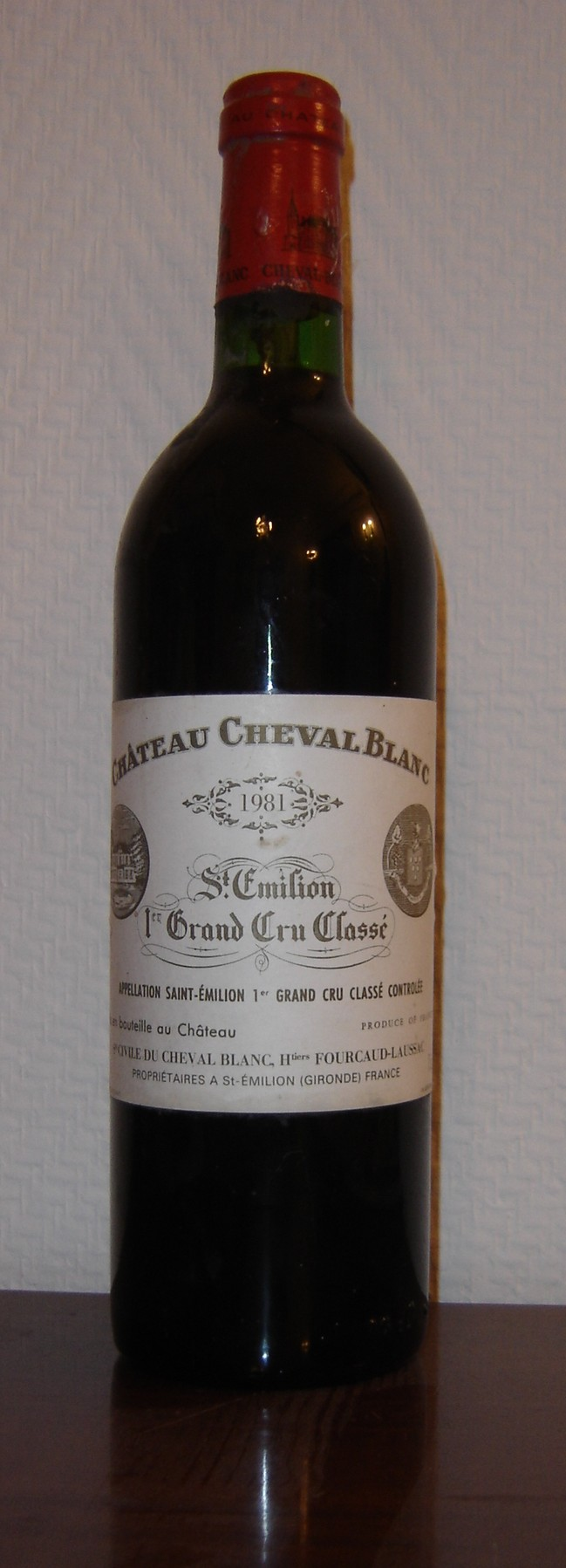
Bouteille de Château Cheval Blanc 1981, portant la mention « 1er Grand Cru Classé ».

Les classements des vins de Saint-Émilion proposent une hiérarchie des vins de l'appellation saint-émilion grand cru, permettant de rajouter sur l'étiquette les mentions « grand cru classé » ou « premier grand cru classé ». Il s'agit d'un classement des crus de saint-émilion grand cru et non de ceux de l'appellation saint-émilion qui n'a pas de classement officiel. Différence notable, contrairement au classement de 1855 (classement ne concernant que des vins de la rive gauche de la Garonne), il est révisable tous les dix ans.
Le premier classement a été effectué en 1955, à la suite d'une décision prise en 1954 par le Syndicat viticole des vins de Saint-Émilion (appelé désormais le Conseil des vins de Saint-Émilion). Depuis sa création, ce classement décennal a été revu six fois : en 1959, 1969, 1986 (les dix ans n'ont pas été respectés), 1996, 2006, et 2012. En septembre 2022, un nouveau classement est rendu public.
À la suite d'un imbroglio judiciaire très dense, qui faisait suite au classement de 2006, le règlement du classement a été modifié, et il se déroule désormais sous l'autorité de l'INAO. C'est sous cette autorité que le classement de 2012 a été établi, qui consacre 82 propriétés, après dix mois de travail la Commission de classement, sous l’égide de l'INAO, du ministère de l’Agriculture et de la direction générale de la Consommation.

## Classement de 1955
En 1955, un total de 75 châteaux ont été classés, dont onze en premiers grands crus et 64 en grands crus.

## Classement de 1969
En 1969, un total de 84 châteaux ont été classés, dont douze premiers grands crus et 72 grands crus.

## Classement de 1986
En 1986, un total de 74 châteaux ont été classés, dont onze premiers grands crus et 63 grands crus.

## Classement de 1996
En 1996, un total de 68 châteaux ont été classés, dont treize premiers grands crus classés et 55 grands crus classés.

## Classement de 2006
En 2006, un total de 61 châteaux ont été classés, dont quinze premiers grands crus et 46 grands crus ; deux montées en premier grand cru classé B, six entrées en grand cru classé.

## Imbroglio à la suite du classement de 2006
Le classement de 2006 est devenu un véritable imbroglio judiciaire puisque, tout d'abord suspendu par le tribunal administratif de Bordeaux le 29 mars 2007 avant d'être rétabli par le Conseil d'État en novembre de la même année, un recours en annulation déposé par huit propriétés déclassées lors de cette dernière révision du classement a provoqué l'annulation formelle du classement le 1er juillet 2008 par le tribunal administratif de Bordeaux, annulation qui a conduit le Sénat, une semaine plus tard, à rétablir de fait par un amendement le classement de 1996 en autorisant les exploitations en ayant bénéficié de 1996 à 2006 à en utiliser la mention sur les étiquettes des millésimes allant de 2006 à 2009.
L'annulation prononcée par le tribunal administratif de Bordeaux a été ensuite confirmée par la cour administrative d'appel de Bordeaux le 12 mars 2009 puis par le Conseil d'État le 23 décembre 2011.
Toutefois, après deux tentatives mises en échec par le Conseil constitutionnel en décembre 2008 et février 2009, le Parlement, par une loi du 12 mai 2009, a complété l'initiative prise par le Sénat en 2008, en étendant la durée de vie du classement de 1996 jusqu'en 2011 et en autorisant l'utilisation des mentions « grand cru classé » (châteaux Bellefont-Belcier, Destieux, Fleur Cardinale, Grand Corbin, Grand Corbin-Despagne et Monbousquet) et « premier grand cru classé » (châteaux Pavie-Macquin et Troplong-Mondot) pour les huit propriétés promues par le classement annulé de 2006 et non comprises dans le classement de 1996 remis en vigueur.
À la suite de ces incidents, une nouvelle procédure de classement avait été mise en place pour la récolte de 2012, plaçant l'ensemble de la procédure sous l'autorité de l'INAO. Ce nouveau classement a été rendu public le 6 septembre 2012 par l'INAO et est entré en vigueur en novembre de la même année au moment de sa publication au Journal officiel. En 2013, le classement établi en 2012 fait l'objet de plusieurs demandes d'annulation, en raison d'erreurs et de non-respect de la réglementation. La même année, trois viticulteurs déchus de ce classement portent plainte contre X pour prise illégale d'intérêts, considérant que les lauréats de ce classement sont juges et partie car participant à la désignation des membres et du président de la commission de classement, Hubert de Boüard, propriétaire du Château Angélus.

## Classement de 2012
En 2012, 82 châteaux ont été classés, dont 18 premiers grands crus classés et 64 grands crus classés, avec deux montées en premier grand cru classé A, quatre entrées en premier grand cru classé B et neuf entrées en grand cru classé. Ce dernier classement a été proposé provisoirement par l'INAO en date du 6 septembre 2012 et a fait l'objet d'une validation définitive et est entré en vigueur au moment de sa publication au Journal officiel.

### Premiers grands crus classés A
On appelle couramment les premiers grand crus classés A les vins qui sont, dans le classement officiel, situés dans la partie premiers grands crus classés et qui ont reçu la « distinction A ».
- Château Angélus - promu en 2012
- Château Ausone
- Château Cheval Blanc
- Château Pavie - promu en 2012

### Premiers grands crus classés B
On appelle couramment les « premiers grand crus classés B » les vins qui sont, dans le classement officiel, situés dans la partie premiers grands crus classés et qui n'ayant pas reçu la « distinction A » sont considérés comme B (même si aucune distinction B n'existe officiellement).
- Château Beau-Séjour Bécot
- Château Beauséjour (Duffau-Lagarrosse)
- Château Bélair-Monange
- Château Canon
- Château Canon-La-Gaffelière (en) - promu en 2012
- Château-Figeac
- Château La Gaffelière
- Château La Mondotte (de) - promu en 2012
- Château Larcis Ducasse - promu en 2012
- Château Pavie-Macquin
- Château Troplong-Mondot
- Château Trottevieille
- Château Valandraud (en) - promu en 2012
- Clos Fourtet

### Grands crus classés
- Château Balestard-La-Tonnelle
- Château Barde-Haut
- Château Bellefont-Belcier
- Château Bellevue
- Château Berliquet
- Château Cadet-Bon
- Château Cap de Mourlin
- Château le Châtelet
- Château Chauvin
- Château Clos de Sarpe
- Château la Clotte
- Château la Commanderie
- Château Corbin
- Château Côte de Baleau
- Château la Couspaude
- Château Dassault
- Château Destieux
- Château la Dominique
- Château Faugères
- Château Faurie de Souchard
- Château de Ferrand
- Château Fleur-Cardinale
- Château la Fleur Morange
- Château Fombrauge
- Château Fonplégade
- Château Fonroque
- Château Franc Mayne
- Château Grand Corbin
- Château Grand Corbin-Despagne
- Château Grand-Mayne
- Château les Grandes Murailles
- Château Grand-Pontet
- Château Guadet
- Château Haut Sarpe
- Château Jean Faure
- Château Laniote
- Château Larmande
- Château Laroque
- Château Laroze
- Château la Marzelle
- Château Monbousquet
- Château Moulin du Cadet
- Château Pavie-Decesse
- Château Peby Faugères
- Château Petit Faurie de Soutard
- Château de Pressac
- Château le Prieuré
- Château Quinault l'Enclos
- Château Ripeau
- Château Rochebelle
- Château Saint-Georges (Côte Pavie)
- Château Sansonnet
- Château La Serre
- Château Soutard
- Château Tertre Daugay, renommé en 2011 en château Quintus
- Château la Tour Figeac
- Château Villemaurine
- Château Yon Figeac
- Clos des Jacobins
- Clos la Madeleine
- Clos de l'Oratoire
- Clos Saint-Martin
- Couvent des Jacobins

## Classement de 2022
Le 8 septembre 2022, l'INAO publie la liste des 85 châteaux classés, dont 14 premiers grands crus et 71 grands crus ; ce classement est valable pour les récoltes 2022 à 2031 incluses.
Le règlement du classement a été publié par l'arrêté du 14 mai 2020 ; pour candidater au classement de l'appellation saint-émilion-grand-cru, un total de 144 propriétaires ont déposé un dossier auprès de l'INAO de mars à juin 2021. En juin 2021, les propriétaires de Château Ausone et de Château Cheval Blanc annoncent dans un communiqué qu'ils ne candidatent pas, critiquant les critères d'évaluation fixés par la commission de classement. Le 5 janvier 2022, le Château Angélus se retire de la procédure, puis en juin 2022 le Château La Gaffelière fait de même.
Trois propriétaires ont attaqué l'INAO en justice pour avoir rejeté leur candidature : Château Croix de Labrie, Château Tour Saint-Christophe et Château Rocheyron. Si les deux premiers ont gagné leur procédure auprès du tribunal administratif de Bordeaux en décembre 2021, le troisième a été débouté en février 2022.

### Premiers grands crus classés A
- Château-Figeac - promu en 2022
- Château Pavie

### Premiers grands crus classés B
- Château Beau-Séjour Bécot
- Château Beauséjour (Duffau-Lagarrosse)
- Château Belair Monange
- Château Canon
- Château Canon La Gaffelière
- Château Larcis Ducasse
- Château Pavie-Macquin
- Château Troplong-Mondot
- Château Trottevieille
- Château Valandraud
- Clos Fourtet
- La Mondotte

### Grands crus classés
- Château Badette - promu en 2022
- Château Balestard La Tonnelle
- Château Barde-Haut
- Château Bellefont-Belcier
- Château Bellevue
- Château Berliquet
- Château Boutisse - promu en 2022
- Château Cadet-Bon
- Château Cap de Mourlin
- Château Chauvin
- Château Clos de Sarpe
- Château Corbin
- Château Corbin Michotte - promu en 2022
- Château Côte de Baleau
- Château Croix de Labrie - promu en 2022
- Château Dassault
- Château de Ferrand
- Château de Pressac
- Château Destieux
- Château Faugères
- Château Fleur Cardinale
- Château Fombrauge
- Château Fonplégade
- Château Fonroque
- Château Franc Mayne
- Château Grand Corbin
- Château Grand Corbin-Despagne
- Château Grand Mayne
- Château Guadet
- Château Haut-Sarpe
- Château Jean Faure
- Château La Commanderie
- Château La Confession - promu en 2022
- Château La Couspaude
- Château La Croizille - promu en 2022
- Château La Dominique
- Château La Fleur Morange
- Château La Marzelle
- Château La Serre
- Château la Tour Figeac
- Château Laniote
- Château Larmande
- Château Laroque
- Château Laroze
- Château Le Châtelet
- Château Le Prieuré
- Château Mangot - promu en 2022
- Château Monbousquet
- Château Montlabert - promu en 2022
- Château Montlisse - promu en 2022
- Château Moulin du Cadet
- Château Peby Faugères
- Château Petit Faurie de Soutard
- Château Ripeau
- Château Rochebelle
- Château Rol Valentin - promu en 2022
- Château Saint-Georges (Côte Pavie)
- Château Sansonnet
- Château Soutard
- Château Tour Baladoz - promu en 2022
- Château Tour Saint Christophe - promu en 2022
- Château Villemaurine
- Château Yon-Figeac
- Clos Badon Thunevin - promu en 2022
- Clos de l'Oratoire
- Clos des Jacobins
- Clos Dubreuil - promu en 2022
- Clos Saint-Julien - promu en 2022
- Clos Saint-Martin
- Couvent des Jacobins
- Lassègue - promu en 2022